# 河崎一郎
河崎 一郎（かわさき いちろう、1909年9月19日 - 2004年8月13日）は、日本の外交官。駐アルゼンチン特命全権大使在任中、日本人は身体的魅力に乏しいと主張する書籍を出版したことが問題となり、外務大臣により事実上解任された。

## 来歴
大阪生まれ。1929年に大阪高等学校文科甲類を卒業後、1932年に東京帝国大学法学部政治学科を卒業。1939年在サンフランシスコ副領事。1941年在バンクーバー領事、日本赤十字社バンクーバー特別委員長。1942年在ソビエト連邦大使館二等書記官。
1951年賠償庁特殊財産部長、賠償庁次長心得。1952年在ニューデリー日本政府在外事務所所長。同年在インド日本国大使館臨時代理大使。1954年式部官。同年外務大臣官房儀典課長事務取扱。
1955年外務省国際協力局長。1957年在ジュネーヴ国際機関日本政府代表部特命全権公使、在ジュネーヴ日本国総領事館総領事。
1960年駐イラク特命全権大使。1961年駐ポーランド特命全権大使。1967年駐アルゼンティン特命全権大使。1969年に退官後、ジュネーブに移住。三菱重工業社長室顧問を務めた。

## 筆禍問題による異例の解任
駐アルゼンティン特命全権大使在任中の1969年に、英文で発表した著書『ジャパン・アンマスクド』（日本語版『日本の素顔』）で「ピグミー族とホッテントットを除けば、おそらく身体的な魅力といった点で最も劣っているのは、日本人であろう。」などと論じた。この筆禍問題で、愛知揆一外務大臣から異例となる帰国命令（事実上の解任処分）が出され、話題となった。

## 著書
- 『素顔の日本』二見書房 1965年
- 『他人のめし』チャールズ・イー・タトル出版 1968年
- 『素顔の日本外交』新潮社 1970年
- 『サヨナラ日本 : 小説・裸の商社マン』徳間書店 1973年
- 『国際感覚入門：外国との差をつめるセンス』徳間書店 1974年